# Kaskelot (tidsskrift)
 For alternative betydninger, se Kaskelot (flertydig). (Se også artikler, som begynder med Kaskelot)
Kaskelot er et biologisk tidsskrift, som henvender sig til biologilærere og biologiinteresserede i almindelighed. Det blev grundlagt i 1974 og udgives af Biologforbundet.